# Arhitektura u 1947.
◄◄ | ◄ | 1944. | 1945. | 1946. | 1947.  | 1948. | 1949. | 1950. | ► | ►►
Arhitektura • Astronautika • Astronomija • Biologija • Film • Fotografija • Glazba • Kazalište • Kemija • Kiparstvo • Knjige • Književnost • Kršćanstvo • Meteorologija • Medicina • Planinarstvo • Politika • Pravo • Promet • Slikarstvo • Strip • Šport • Televizija • Znanost • Zrakoplovstvo • Željeznički promet
Arhitektura u 1947.

## Svijet

### Smrti
- 9. kolovoza − Victor Horta, belgijski arhitekt i dizajner (* 1861.)

## Vanjske poveznice
|  | Zajednički poslužitelj ima još gradiva o temi Arhitektura u 1940-im |